# Vixen (seriál)
Vixen je americký animovaný webový seriál, natočený na motivy komiksů vydavatelství DC Comics. V letech 2015–2016 byl vysílán na CW Seed, internetové platformě televize The CW. Vznikly dvě řady s celkem 12 díly. Seriál je součástí fikčního světa a franšízy Arrowverse, jako hosté se ve Vixen objevila řada postav ze seriálů Arrowverse, které namluvili titíž herci. Naopak postava Vixen, ztvárněná herečkou Megalyn Echikunwoke, která ji dabuje v animovaném seriálu, hostovala v seriálu Arrow.
V roce 2017 byl vydán ke stažení a na BD a DVD film Vixen: The Movie, který obsahuje první dvě řady seriálu složené do jednoho příběhu.

## Příběh
Rodiče malé Mari McCabe byli v Africe zabiti, dívka poté vyrostla v USA u pěstounů. Po matce zdědila rodinný přívěsek Tantu, který jí propůjčuje schopnosti zvířat. Jako superhrdinka Vixen poté bojuje se zločinem a brání svět.

## Obsazení
- Megalyn Echikunwoke jako Mari McCabe / Vixen